# IMP3
IMP3‏ (IMP3, U3 small nucleolar ribonucleoprotein) هوَ بروتين يُشَفر بواسطة جين IMP3 في الإنسان.